# Ascodesmis nana
Ascodesmis nana är en svampart som beskrevs av Brumm. 1981. Ascodesmis nana ingår i släktet Ascodesmis och familjen Ascodesmidaceae.   Inga underarter finns listade i Catalogue of Life.